# حرب الهند الصينية الأولى
الحرب الهندوصينية الفرنسية أو الحرب الهندوصينية الأولى[بحاجة لمصدر] أو حرب الهند الصينية (وتسمى أيضاً الحرب الفيتنامية الفرنسية) كانت نزاعاً في الهند الصينية في الفترة بين 1946 و1954 بين قوات الاحتلال الفرنسية والمجموعات العسكرية الموالية لها من جهة في مواجهة تنظيمات فيت مين برئاسة هو تشي منه (اتحاد استقلال فيتنام) من جهة أخرى. مُعظم الأحداث الرئيسية حدثت في الثلث الشمالي لفيتنام (المنطقة التي سماها الفرنسيون باسم "تونكين") بالرغم من أن النزاع شمل كامل البلاد وامتدّ أيضا إلى البلدان الهندية الصينية المجاورة مثل لاووس وكمبوديا.
في مؤتمر بوتسدام في يوليو 1945، قرر رؤساء الأركان المشتركون أن الهند الصينية إلى الجنوب من دائرة عرض 16° شمالًا سوف تصبح تابعة لقيادة جنوب شرق آسيا بقيادة الأدميرال مونتباتن. استسلمت له القوات اليابانية الموجودة إلى الجنوب من هذا الخط واستسلم الموجودون شمال الخط للقائد العام شيانج كاي شيك. في سبتمبر 1945، دخلت القوات الصينية تونكين، وهبطت فرقة عمل بريطانية صغيرة في سايغون. قبل الصينيون بالحكومة الفيتنامية بقيادة هو تشي منه، ثم وصل إلى السلطة في هانوي. رفض البريطانيون القيام بنفس الأمر في سايغون، وأرجأوه للفرنسيين من البداية، في مواجهة الدعم الصوري من سلطات الفيت مين بواسطة ممثلي مكتب الخدمات الاستراتيجية الأمريكيين. في يوم الانتصار على اليابان، 2 سبتمبر، أعلن هو تشي منه في هانوي تأسيس جمهورية فيتنام الديمقراطية. حكمت جمهورية فيتنام الديمقراطية مشكّلة حكومة مدنية وحيدة في فيتنام بالكامل لفترة امتدت قرابة 20 يومًا، بعد تنازُل الإمبراطور باو داي عن الحكم، الذي أدار البلاد تحت حكم اليابان. في 23 سبتمبر 1945، بمعرفة القائد البريطاني في سايغون، تخلصت القوات الفرنسية من الحكومة المحلية التابعة لجمهورية فيتنام الديمقراطية في سايغون، وأعلنت استعادة السلطة الفرنسية في كوتشينتشينا. بدأت حرب عصابات حول سايغون في الحال، ولكن الفرنسيين استعادوا السيطرة تدريجيًا على جنوب الهند الصينية وشمالها. وافق هو تشي مين على التفاوض بشأن الوضع المستقبلي لفيتنام، ولكن المحادثات التي عُقدت في فرنسا فشلت في التوصل إلى حل. بعد ما يزيد عن عام من الصراع الخفي، اندلعت حرب شاملة في ديسمبر 1946 بين القوات الفرنسية وقوات فيت مين واختبأ هو تشي منه وحكومته تحت الأرض. حاول الفرنسيون فرض الاستقرار في الهند الصينية عن طريق اعتبارها اتحادًا من الدول المرتبطة. في 1949، أعادوا الإمبراطور السابق باو داي إلى السلطة حاكمًا لدولة فيتنام حديثة التأسيس.
شهدت السنوات الأولى من الحرب تمردًا ريفيًا منخفض المستوى ضد الفرنسيين. في 1949، تحول الصراع إلى حرب تقليدية بين جيشين مجهزين بالأسلحة الحديثة بإمداد من الولايات المتحدة والصين والاتحاد السوفيتي. شملت قوات الاتحاد الفرنسي قوات استعمارية من الإمبراطورية السابقة بالكامل (المغرب والجزائر وتونس ولاوس وكمبوديا والأقليات العرقية الفيتنامية) والقوات الفرنسية العاملة ووحدات من الفيلق الأجنبي الفرنسي. منعت الحكومة استخدام المجندين المتروبوليتان لتجنب اكتساب الحرب المزيد من الكراهية في الداخل. سُميت «الحرب القذرة» من اليساريين في فرنسا.
صُدق في معركة نا سان على الاستراتيجية المعتمدة على دفع الفيت مين نحو مهاجمة القواعد المحصنة جيدًا في المناطق النائية من البلاد في نهاية طرقهم اللوجستية. ولكن تلك القاعدة كانت ضعيفة نسبيًا بسبب نقص الخرسانة والفولاذ. أصبحت مهمة الفرنسيين أصعب بسبب الفائدة المحدودة للدبابات المدرعة في بيئة الغابات، والافتقار إلى القوات الجوية القوية لتوفير الغطاء الجوي والقصف البساطي، والاعتماد على المجندين الأجانب من المستعمرات الفرنسية الأخرى (بشكل أساسي من الجزائر والمغرب حتى فيتنام).استخدم فون نجوين جياب أساليب فعالة ومستحدثة للمدفعية النارية المباشرة وكمائن القوافل والمدافع المتجمعة المضادة للطائرات لإعاقة خطوط الإمداد البرية والجوية معًا عن طريق إستراتيجية تعتمد على حشد جيش تقليدي ضخم، وساعد على هذا الأمر الدعم الشعبي الواسع، وعقيدة وتوجيهات حرب العصابات التي تطورت في الصين، واستخدام العتاد الحربي البسيط والاعتمادي الذي قدمه الاتحاد السوفيتي. أثبتت تلك التركيبة قدرتها على الفتك بدفاعات القواعد وتسببت في هزيمة ساحقة للفرنسيين في معركة ديان بيان فو.
في مؤتمر جنيف الدولي في 21 يوليو 1954، توصلت الحكومة الاشتراكية الجديدة في فرنسا إلى اتفاقية مع الفيت مين حصلوا بمقتضاها على السيادة على المناطق الواقعة إلى الشمال من دائرة عرض 17. بقى الجنوب تحت حكم باو داي. استنكرت دولة فيتنام وكذلك الولايات المتحدة الاتفاقية. بعد عام، عُزل ياو داي بواسطة رئيس وزرائه، نغو دينه ديم، ليؤسس جمهورية فيتنام. بعدها بفترة قليلة، نشب تمرد بدعم من الشمال ضد حكومة ديم. تطور الصراع تدريجيًا إلى حرب فيتنام (1955-1975).

## الخلفية
استُحوذ على فيتنام وانضمت إلى الهند الصينية الفرنسية على عدة مراحل بين عامي 1858 و 1887. تصاعدت القومية حتى تسببت الحرب العالمية الثانية في تراجع السيطرة الفرنسية. تركزت المقاومة الفيتنامية في البداية على المفكر ف إلى اليابان، التي تطورت وكانت من الدول الآسيوية القليلة التي قاومت الاستعمار الأوروبي بنجاح. بدأ تشاو مع الأمير كيونج دي مؤسستين في اليابان، هما دويتان هوي (الاتحاد الحداثي) وفيتنام كونج هين هوي.
نتيجة للضغط الفرنسي، رحّلت اليابان فان حسين إلى الصين. مشاهدًا لثورة شينهاي بقيادة سون يات سي، أُلهم تشاو ليبدأ حركة فيتنام كوانغ فوك هوي في غوانزو. سُج في الفترة بين عامي 1914 و 1917 بواسطة حكومة الثورة المضادة ليوان شيكاي. في 1925، أُلقي القبض عليه بواسطة العملاء الفرنسيين في شنغهاي وأُرسل إلى فيتنام. بسبب شعبيته، نجا تشاو من الإعدام ووُضع قيد الإقامة الجبرية حتى وفاته في 1940.
في سبتمبر 1940، بعد وفاة فان بوي تشاو بفترة قصيرة، بدأت اليابان في غزو الهند الصينية الفرنسية، ناسخةً غزو حليفتها ألمانيا لفرنسا متروبوليتان. مع الإبقاء على الإدارة الاستعمارية الفرنسية، حكم اليابانيون من وراء الكواليس بالتوازي مع فرنسا الفيشية. من وجهة نظر القوميين الفيتناميين، كانت تلك الحكومة صورية مزدوجة. تعاون الإمبراطور باو داي مع اليابانيين، مثلما فعل مع الفرنسيين، ليضمن استمرار نمط حياته.
ابتداء من أكتوبر 1940 حتى مايو 1941، خلال الحرب الفرنسية التايلاندية، دافعت فرنسا الفيشية في الهند الصينية عن مستعمراتها في صراع واسع حيث دخلتها القوات التايلندية بينما بقي اليابانيون على الحياد. اقتصرت النجاحات العسكرية التايلندية على منطقة الحدود الكمبودية، وفي يناير 1941 ألحقت القوات البحرية الحديثة لفرنسا الفيشية هزيمة ساحقة بالقوات البحرية التايلاندية الضعيفة في معركة كو تشانغ. انتهت الحرب في مايو، مع موافقة الفرنسيين على مراجعات إقليمية بسيطة أعادت مناطق تايلاندية سابقة إلى تايلاند.
في عام 1941، عاد هو تشي مين، الذي رأى الثورة الشيوعية مسارًا للحرية، إلى فيتنام وأسس فيتنام دوك لاب دون مين هوي (رابطة استقلال فيتنام)، المعروفة بفيت مين. أسس هو فيت مي كمنظمة جامعة لكافة حركات المقاومة الوطنية، دون التمسك بخلفيته الشيوعية الاجتماعية الثورية.
في أثناء مجاعة فيتنام في 1945، وجه هو تشي مين اللوم إلى الاستغلال الياباني الوحشي والطقس السيئ في وفاة ما يصل إلى مليوني فيتنامي. نظمت فيت مين مجهودات للإغاثة في الشمال، وحصلت على تأييد واسع في المقابل.
في مارس 1945، بدأت اليابان الحملة الثانية على الهند الصينية اليابانية لطرد فرنسا الفيشية والإمبراطور المعين صوريًا باو داي من حكم إمبراطورية فيتنام المستقلة اسميًا. ألقى اليابانيون القبض على غالبية المسؤولين وضباط الجيش الفرنسيين الذين بقوا في البلاد وأودعوهم السجن.
أعلن الرئيس الأمريكي فرانكلين روزفلت والجنرال جوزيف ستيلويل في السر بوضوح أن فرنسا لن تسترد الهند الصينية الفرنسية بعد انتهاء الحرب. اقترح روزفلت أن يضع  شيانج كاي شيك الهند الصينية تحت الحكم الصيني؛ رد كاي شيك افتراضيًا «تحت أي ظرف من الظروف!». بعد وفاة روزفلت في أبريل 1945، ضعفت مقاومة الولايات المتحدة للحكم الفرنسي.

### الفترة التالية لاستسلام اليابان
وقّعت اليابان والولايات المتحدة هدنة في 20 أغسطس عام 1945. أرادت الحكومة المؤقتة للجمهورية الفرنسية استعادة الهند الصينية الفرنسية والحكم الاستعماري، واعتبرت هذا المطلب بمثابة الجزء الأخير من تحرير فرنسا.
في 22 أغسطس عام 1945، وصل أرخميدس باتي وكارلتون سويفت جونيور، عميلا مكتب الخدمات الاستراتيجية، إلى هانوي في مهمّةٍ لتحريرِ سجناء الحرب من طرف قوات الحلفاء، ورافقهما في هذه المهمة مسؤولٌ في الحكومة الفرنسية يُدعى جان سانتيني. كان الجيش الإمبراطوري الياباني القوة العسكرية الوحيدة القادرة على حفظ النظام، فبقيت السلطة بيد الجيش، واحتجز الأخير أفراد القوات الاستعمارية الفرنسية وجان سانتيني.
سمحت القوات اليابانية للفيت مين، وباقي الجماعات القومية، بالاستيلاء على المباني العامة ومخازن السلاح بدون أي مقاومة، ما أدى إلى اندلاع ثورة أغسطس. في 25 أغسطس، استطاع هو تشي منه إقناع الإمبراطور باو داي بالتخلي عن العرش. عُيّن باو داي في منصب «المستشار الأعلى» في الحكومة الجديدة التي يقودها الفيت مين في هانوي.

في 2 سبتمبر، وقّع فيليب لوكلير دو أوتكلوك، قائد قوة الحملة الفرنسية للشرق الأقصى، هدنةً مع اليابان نيابة عن فرنسا، وجرى توقيعها على متن سفينة يو إس إس ميسوري (بي بي–63) الأمريكية الراسية في خليج طوكيو. في اليوم ذاته، أعلن هو تشي منه استقلال فيتنام عن فرنسا. تعمّد هو تشي منه استعارة جملة من إعلان استقلال الولايات المتحدة، وجاء في خطابه: 
«نرى أن هذه الحقائق بديهية، وأن جميع البشر خلقوا متساوين، ووُهبوا من خالقهم حقوقًا غير قابلة للتصرف، وأن من بين هذه الحقوق حق الحياة والحرية والسعي وراء السعادة».
تخلّى الجيش الياباني عن أسلحته لصالح الفيت مين عقب استسلام الأول. واستمر اليابانيون باحتجاز المسؤولين الفرنسيين وضباط الجيش التابعين لحكومة فيشي مدة شهر إضافي بعد استسلامهم، بهدف تقديم مزيدٍ من المساعدة للقوميين. التقى مسؤولو مكتب الخدمات الاستراتيجية بهو تشي منه وباقي ضباط الفيت مين عدة مرات خلال تلك الفترة. جنّد الفيت مين أكثر من 600 جندي ياباني، وأوكلت إليهم مسؤولية تدريب أو قيادة الجنود الفيتناميين.
في 13 سبتمبر عام 1945، رست قوة فرنسية بريطانية في جزيرة جاوة، أكبر جزر الهند الشرقية الهولندية (والتي كانت تسعى أيضًا إلى الاستقلال تحت قيادة أحمد سوكارنو)، وسايغون عاصمة كوشينتشينا (القسم الجنوبي من الهند الصينية الفرنسية). كانت المدينتان تحت الاحتلال الياباني، ويحكمهما المشير هيسايشي تيراوتشي، القائد الأعلى لمجموعة جيوش الحملة الجنوبية المتمركزة في سايغون. تألفت قوات الحلفاء في سايغون من مفرزة محمولة جوًا، وسريّتين بريطانيتين تابعتين لفرقة المشاة الهندية العشرين، بالإضافة إلى كتيبة المشاة الاستعمارية الخامسة الفرنسية، جميعها تحت سلطة القائد الأعلى السير دوغلاس غريسي. أعلن الأخير القانون العرفي في 21 سبتمبر. في الليلة التالية، تولّت القوات الفرنسية والبريطانية السيطرة على سايغون.
مباشرة بعد الأحداث الأخيرة، ووفقًا لما اتُفق عليه في مؤتمر بوتسدام، احتل 200 ألف جندي من الجيش الصيني الأول أراضي الهند الصينية، ووصلوا جنوبًا حتى خط عرض 16° شمال. أُرسلت القوات الصينية بناءً على طلب شيانغ كاي شيك، وتحت قيادة الجنرال لو هان، لقبول استسلام القوات اليابانية التي تحتل المنطقة، ثم الإشراف على نزع سلاح الجيش الياباني وإعادة أفراده إلى وطنهم. أدى ما سبق إلى انتهاء حكومة هو تشي منه الشكليّة في هانوي. في البداية، استمر الصينيون باحتجاز الجنود الفرنسيين، وحصلوا على الموافقة الضمنية من الأمريكان. لجأ الصينيون إلى الحزب القومي الفيتنامي VNQDĐ، وهو الفرع الفيتنامي من الكومينتانغ الصيني، بهدف تقوية نفوذهم في الهند الصينية والضغط على خصومهم.
في 9 أكتوبر عام 1945، وصل الجنرال لوكلير إلى سايغون برفقة مجموعة الجنرال الفرنسي جاك ماسو. كانت أهداف لوكلير الرئيسة استعادة النظام العام في جنوب فيتنام وعسكرة تونكين (الجزء الشمالي من فيتنام). أما الأهداف الثانوية فكانت انتظار الدعم الفرنسي المنتظر لاستعادة هانوي المحتلة من طرف الصين، ثم التفاوض مع مسؤولي الفيت مين.
هدد شيانغ كاي شيك الفرنسيين بالحرب ردًا على المناورات التي قام بها الفرنسيون وهو تشي منه ضد بعضهما، فاضطر الطرفان إلى توقيع اتفاقية سلام. في فبراير عام 1946، أجبر كاي شيك الفرنسيين على الاستسلام والتنازل عن كافة الامتيازات والموانئ التي امتلكوها في الصين، كميناء شنغهاي مثلًا، مقابل الانسحاب من شمال الهند الصينية والسماح للقوات الفرنسية بإعادة احتلال المنطقة بدءًا من مارس عام 1946. عقب تلك الاتفاقية، أصبحت قوات الحزب القومي الفيتنامي ضعيفة بسبب انسحاب القوات الصينية، وتعرضت للهجوم على يد قوات الفيت مين والقوات الفرنسية. ذبح الفيت مين آلافًا من أعضاء الحزب القومي الفيتنامي والقوميين الآخرين خلال عمليات تطهير واسعة النطاق.

### الفصائل الفيتنامية الداخلية
بالإضافة إلى الدعم البريطاني، حصل الفرنسيون على المساعدة من مجموعات مختلفة يصنفها المؤرخون المعاصرون، بشكل واضح، على أنها جماعات فيتنامية. نظّمت الميليشيات المسلحة من طائفة هوا هاو وحركة بين سِين Bình Xuyên العسكرية مجموعات إجرامية سعت إلى الاستحواذ على السلطة في البلاد، وحاربت الفيت مين حتى النهاية. في المقابل، خاضت ميليشيات الطائفة الكاو دائية حربًا ضد الفرنسيين.
استُقطب المجتمع الفيتنامي أيضًا بناءً على عوامل إثنية: ساعدت مجموعة نونغ الإثنية الفرنسيين، بينما وقف شعب التاي إلى جانب الفيت مين.

## اندلاع الحرب عام 1946
في أوائل عام 1946، أنزل الفرنسيون قوة عسكرية في هايفونغ، وبدأت المفاوضات حول مستقبل فيتنام باعتبارها دولة داخل الاتحاد الفرنسي. اندلع القتال في هايفونغ بين حكومة الفيت مين والفرنسيين جراء خلافٍ في المصالح حول رسوم التعرفة الجمركية في الميناء. في 23 نوفمبر عام 1946، قصف الأسطول الفرنسي الأقسام الفيتنامية من المدينة، وقتل 6 آلاف مدني فيتنامي في ليلة واحدة. وافق الفيت مين على وقف إطلاق النار فوريًا، وغادر المدينة. عُرفت تلك الحادثة باسم حادثة هايفونغ.
لم ينو الفيتناميون الاستسلام، فأحضر الجنرال فو نجوين جياب 30 ألف رجل للهجوم على المدينة. على الرغم من أن تعداد الجنود الفرنسيين أقل بكثير، لكن أسلحتهم المتطورة والدعم البحري أحبَطا كافة هجمات الفيت مين. في ديسمبر، اندلعت أعمال عنف بين الفيت مين والفرنسيين في هانوي، واضطر هو تشي منه إلى إخلاء العاصمة والاختباء في المناطق الجبلية والغابات النائية. استمرت حرب العصابات، وهيمن الفرنسيون على معظم البلاد، باستثناء المناطق البعيدة والنائية.

## الهجوم الفرنسي، وتأسيس دولة فيتنام (1947-1949)
في عام 1947، انسحب الجنرال فو نجوين جياب وقواته إلى تان تراو الواقعة في أعماق تلال محافظة توين كوانغ. أرسل الفرنسيون بعثات عسكرية للهجوم على قواعد الجنرال، لكن جياب رفض لقاءهم وجهًا لوجه في أرض المعركة. كان الفيت مين يختفون من أي مكانٍ يصل إليه الجنود الفرنسيون. في وقتٍ لاحق من ذاك العام، شنّ الفرنسيون عملية ليا للاستيلاء على مركز الاتصالات التابع للفيت مين في مدينة باك كان. فشل الفرنسيون في القبض على هو تشي منه ومساعديه البارزين مثلما خططوا. ادعى الفرنسيون مقتل 9 آلاف جندي من الفيت مين خلال الحملة، وإذا كان هذا الرقم صحيحًا، فيمثّل صفعة قوية للتمرد.

## إعادة تنظيم فيت منه (1949-1950)
مع انتصار الشيوعيين في الحرب الأهلية الصينية، بات لدى الشيوعيين الفيتناميين حليف سياسي رئيسي على حدودهم الشمالية، دعمهم بالأسلحة والإمدادات. أعاد جياب تنظيم قواته المحلية غير النظامية إلى خمسة فرق مشاة تقليدية كاملة، وهي القوات رقم 304 و308 و312 و316 و320. بدأت الحرب تشتد حين شن جياب هجومه، إذ هاجم القواعد الفرنسية المعزولة على طول الحدود الصينية.
بدأت الولايات المتحدة بتقديم مساعدات عسكرية لفرنسا على شكل أسلحة ومراقبين عسكريين.
بحلول شهر يناير من عام 1950، نالت حكومة هو اعترافًا من الصين والاتحاد السوفييتي. وفي العام نفسه، نالت حكومة باو داي اعتراف الولايات المتحدة والمملكة المتحدة.
في شهر فبراير، استولى جياب على الحامية الفرنسية الضعيفة التي كان يبلغ قوامها 150 مقاتلًا في لاي خي في تونكين جنوب الحدود مع الصين.
وفي شهر يونيو، اندلعت الحرب الكورية بين كوريا الشمالية الشيوعية المدعومة من الصين والاتحاد السوفييتي، وكوريا الجنوبية التي دعمتها الولايات المتحدة وحلفائها في الأمم المتحدة. كانت الحرب الباردة تنقلب إلى حرب «ساخنة» في شرق آسيا، وكانت الحكومة الأمريكية تخشى بأن يكون للهيمنة الشيوعية على كامل الإقليم تداعيات عميقة على المصالح الأمريكية. باتت الولايات المتحدة معارضة بشدة لحكومة هو تشي مينه بسبب نيلها الدعم والسلاح من الصين.
شن اللواء ثاي هجومًا على دونغ خي في 15 سبتمبر. وسقطت دونغ خي في 18 سبتمبر.
أُخليت حامية كاو بانغ جنوبًا وتعرضت، إلى جانب قوة الإغاثة الآتية من ثات خي، لهجوم على طول الطريق من خلال كمين نصبته قوات فيت مينه، مما أسفر عن هزيمة فرنسية كاسحة في معركة طريق كولونيال 4. وما لبثت القوات الجوية الفرنسية أن أسقطت كتيبة من المظليين جنوب كاو بانغ بهدف التضليل حتى رأتها تحاصر وتدمر. وفي أعقاب ذلك، أُخليت لانغ سون في حالة من الذعر بالرغم من أنها لم تكن معرضة للخطر.
بحلول الوقت الذي وصلت فيه الحاميات المتبقية إلى دلتا النهر الأحمر الآمن، كان 4800 جنديًا فرنسيًا قد قُتلوا أو تعرضوا للأسر أو فُقدوا أثناء القتال وجرح 2000 من إجمالي قوة حامية تضم أكثر 10 آلاف جندي. وفُقدت أيضًا 13 قطعة مدفعية و125 قذيفة هاون و450 شاحنة و940 رشاشًا، ودُمر 1200 رشاشًا خفيفًا و8000 بندقية أو استولي عليها خلال القتال. اعترفت الصين والاتحاد السوفييتي بهو تشي مينه كحاكم شرعي لفيتنام وأرسلوا له المزيد من الإمدادات والمساعدات المادية. شهد عام 1950 أيضًا أول استخدام للنابالم في فيتنام (قدمت الولايات المتحدة هذا النوع من الأسلحة بهدف استخدامها من قبل الطيران البحري الفرنسي).
النجاح الفرنسي المتجدد (يناير – يونيو 1951)
تحسن الوضع العسكري الفرنسي حين بنى قائدها الجديد، الجنرال جان ماري دو لاتغ دو تاسيني، خطًا محصنًا من هانوي إلى خليج تونكين، عبر دلتا النهر الأحمر، لإبقاء فيت مينه في مكانها واستخدام قواته لتحطيمهم ضد هذا الحاجز، الذي أصبح يُعرف بخط دي لاتغ. أدى ذلك إلى فترة من النجاح الفرنسي.
في 13 يناير من عام 1951، نقل جياب الفرقتين 308 و312، إلى جانب ما يزيد عن 20 ألف مقاتل، لشن هجوم على فينه يين، على بعد 20 ميلًا (32 كيلومترًا) شمال غرب هانوي، التي كانت تحت سيطرة لواء الفيلق الأجنبي التاسع الذي كان يبلغ قوامه 6000 جنديًا. وقعت فيت مينه في فخ. ومع حصاره للمرة الأولى في العراء وإجباره فعليًا على محاربة الفرنسيين وجهًا لوجه، دون أن يكون قادرًا على الاختباء والتراجع بسرعة، تعرض لهجوم شديد من قبل المدفعية الفرنسية المركزة ونيران المدافع الرشاشة. وبحلول 16 يناير، انتهت معركة فينه يين مع إرغام جياب على الانسحاب، بعد أن خسر أكثر 6000 مقاتل وجرح 8000 وأسر 500.
في 23 مارس، حاول جياب مجددًا شن هجوم ضد ماو خي على بعد 20 ميلًا (32 كيلومترًا) شمال هايفونغ. تقدمت الفرقة 316، المكونة من 11 ألف رجل، مع فرقتي الاحتياط 308 و312 التين أعيد بناؤهما بشكل جزئي، وهُزمتا في قتال مرير خاضتاه ضد القوات الفرنسية ضمن منطقة متقاربة. انسحب جياب، بعد أن خسر نحو 500 جندي (حسب تقديرات فيت مينه) وما يزيد عن 3000 (حسب التقدير الفرنسي) بين قتيل وجريح بحلول 28 مارس.
شن جياب هجومًا آخر، معركة نهر النهار، في 29 مايو مستخدمًا الفرقة 304 في فو لي والفرقة 308 في نينه بينه، وشنت الفرقة 320 الهجوم الرئيسي في فات دييم جنوب هانوي. لم تحقق الهجمات نتائج أفضل وتكبدت الفرق الثلاثة خسائر ثقيلة. مستفيدًا من ذلك، شن دي لاتغ هجومه المضاد ضد فيت مينه الذي كانت قواته في حالة انهيار معنوي، وأرغمه على التراجع نحو الغابة وتمكن من القضاء على جيوب العدو في دلتا النهر الأحمر بحلول 18 يونيو، مما تسبب في مقتل ما يزيد عن 10 آلاف من مقاتلي فيت مينه.
باءت جميع محاولات فو نغوين جياب لاختراق خط دو لاتغ بالفشل، وكل هجوم شنه كان يواجَه بهجوم فرنسي مضاد يدمر قواته. ارتفعت أعداد القتلى لدى فيت مينه بشكل مثير للقلق خلال هذه الفترة، مما دفع البعض إلى طرح تساؤلات حول قيادة الحكومة الشيوعية، حتى داخل الحزب. وعلى الرغم من ذلك، فقد تلاشت أي فائدة كان يمكن أن تجنيها فرنسا من ذلك بفعل المعارضة الداخلية المتزايدة للحرب في فرنسا.

## جمود (يوليو 1951-1953)
في 31 يوليو، اغتيل الجنرال الفرنسي تشارلز تشانسون خلال هجوم انتحاري دعائي في ساشيك جنوب فيتنام ألقي باللوم فيه على فيت مينه على الرغم من أقاويل دارت في بعض الأوساط وأشارت إلى احتمال ضلوع عضو حركة كاو داي القومية، ترينه مينه ثي، في التخطيط لذلك.
في 14 نوفمبر 1951، استولى الفرنسيون على هوا بينه، 25 ميلًا (40 كيلومترًا) غرب خط دو لاتغ، عبر إسقاط مظلي ووسعوا الحدود الخارجية لمنطقتهم.
في شهر يناير، أصيب الجنرال دو لاتغ بالسرطان وعاد إلى فرنسا لتلقي العلاج. وتوفي هناك بعد ذلك بوقت قصير وحل محله الجنرال راؤول سالان كقائد عام للقوات الفرنسية في الهند الصينية. شنت فيت مينه هجمات على هوا بينه، مما أرغم الفرنسيين على الانسحاب إلى مواقعهم الرئيسية على خط دو لاتغ بحلول 22 فبراير من عام 1952. خسر كل من الجانبين نحو 5000 مقاتل في هذه الحملة التي أظهرت أن الحرب لم تنته بعد.
قطعت فيت مينه خطوط الإمداد على امتداد مسرح الحرب وأضعف عزيمة القوات الفرنسية. استمرت الغارات والمناوشات وهجمات حرب العصابات، ولكن خلال معظم الفترة المتبقية من العام انسحب كل جانب استعدادًا لعمليات أكبر. في معركة نا سان، التي بدأت في 2 أكتوبر، بدأ القادة الفرنسيون باستخدام تكتيكات «االقنفذ»، التي كانت تنطوي على إقامة مواقع جيدة التحصين لإخراج فيت مينه من الغابة وإجباره على خوض معارك تقليدية بدلًا من استخدام تكتيكات حرب العصابات.
في 17 أكتوبر من عام 1952، شن جياب هجمات ضد الحاميات الفرنسية على امتداد نغيا لو شمال غرب هانوي، واجتاح معظم وادي النهر الأسود، في ما عدا مطار نا سان الذي تمركزت فيه حامية فرنسية قوية.

## الأحداث
المفاوضات بين الفرنسيين وهو تشي من أدّت إلى اتفاقية في مارس/آذار عام 1946، والتي وعدت بحلّ سلمي. بموجب الإتّفاقية يجب على فرنسا الاعتراف بحكومة فيت مين وتعطي فيتنام منزلة الدولة الحرة ضمن الاتحاد الفرنسي. كما نصت على أن القوّات الفرنسية تبقى في فيتنام، ولكنّها تنسحب تدريجياً على مدى خمسة سنوات. في بداية عام 1946 تعاون الفرنسيين مع هو تشي من حينما دعم هيمنة فيت مين على المجموعات القومية الأخرى، وبشكل خاص أولئك السياسيين الذين دعموا من قبل الحزب القومي الصيني.
على الرغم من التعاون التكتيكي بين الفرنسيين وفيت مين، إلا أن سياساتهم كانت متناقضة: فيهدّف الفرنسيين إلى إعادة تأسيس قاعدة استعمارية، بينما أرادت هانوي استقلالا كليّا. كشفت النوايا الفرنسية في قرار جورج تييري داجينلي، المندوب الأعلى للهند الصينية، بإعلان كوتشينصين كجمهورية مستقلة ذاتيا في يونيو/حزيران عام 1946. المفاوضات الأخرى لم تحل الخلافات الأساسية بين الفرنسيين وفيت مين. في أواخر نوفمبر/تشرين الثّاني عام 1946، قصفت سفينة بحرية فرنسية هيفونج، أصيب فيها عدّة آلاف من المدنيين؛ ردت فيت مين بمحاولة غمر القوّات الفرنسية في هانوي في ديسمبر/كانون الأول لتبدأ الحرب الهندوصينية الأولى.
أهمل الفرنسيون السبب السياسي الحقيقي للحرب لمدة طويلة بعدما كانوا واثقين من النصر، وهو رغبة الشعب الفيتنامي - ومن بينهم زعمائهم المعادين للشيوعية - بتحقيق الوحدة والاستقلال لبلادهم. الجهود الفرنسية للتعامل مع هذه المشكلة كانت مخادعة وغير مؤثّرة. أعاد الفرنسيون توحيد كوتشينصين مع بقيّة فيتنام في 1949، مع إعلان "دولة فيتنام المشاركة"، وعيّنوا الإمبراطور السابق باو دي كرئيس للدولة، ولكن أغلب القوميين شجبوا هذه المناورات.
في تلك الأثناء، قامت فيت مين بحرب عصابات بشكل ناجح، وسوعدت بعد عام 1949 بواسطة الحكومة الشيوعية الجديدة للصين. الولايات المتحدة الأمريكية، والتي كانت خائفة من انتشار الشيوعية في آسيا، أرسلت كميات كبيرة من المساعدات إلى الفرنسيين. ولكن الفرنسيين سقطوا في ديان بيان فو في مايو عام 1954، ووافقوا على مفاوضة لنهاية الحرب في مؤتمر دولي في جنيف.